# Федин, Александр Николаевич
Алекса́ндр Никола́евич Фе́дин (нем. Alexander Fedin, род. 11 сентября 1954, Москва, СССР) — немецкий оперный певец (тенор) и педагог советского происхождения.

## Биография
Родился в Москве. После окончания средней школы в 1971 году, имея склонность к точным наукам, поступил в Московский институт электронной техники, который закончил в феврале 1977 и начал работать инженером на экспериментальном заводе «Протон».
Но голос и любовь к пению оказались сильнее и в 1978 поступил в МГК им. Чайковского на вокальное отдееление в класс Зураба Лаврентиевича Соткилавы, сначала на подготовительное отделение, а в 1980 на основное. Уже на следующий год, летом 1981 исполнил партию графа Альмавивы в опере Д. Россини «Севильский цирюльник» на дипломном спектакле Владимира Николаевича Чернова. По окончании 3 курса в сентябре 1983 был принят в стажерскую труппу Большого Театра, где сразу стал исполнять ведущие партии лирическое тенора.
С 1988 по 1990 параллельно с Большим Театром был постоянным приглашенным солистом Будапештского оперного театра, где исполнял главные партии лирическое тенора (Герцог в опере Д. Верди «Риголетто», Альфред в опере Д. Верди «Травиата» и Фауст в опере Ш. Гуно).
В 1990 году вместе с семьёй переехал на постоянную работу в Германию, сначала в Дортмунд (1990—1995), а затем в Кёльн, где постоянно выступал до 2021 года.
Параллельно с постоянной работой в оперных театрах Дортмунда и Кёльна очень много гастролировал в Лондоне, Вене, Мюнхене, Берлине, Гамбурге, Мадриде, Париже, Зальцбурге, Венеции, Флоренции, Неаполе, Токио, Далласе, Иерусалими и др. Работал со многими известными дирижёра и режиссёрами такими как Аббадо, Рудель, Гергиев, Юровский, Ашкенази, Купфер, Штайн, Монако, Черняков.
Много занимается с солистами вокальной техникой, помогающей сохранить голос на долгие годы.
Продолжает выступать как солист. Ближайшие выступления в Дюссельдорфе, Кёльне и Мюнхене.

## Семья
В 1979 женился на Овчинниковой, Ольге Николаевне. Имеет дочь и внука.

## Награды
Лауреат международного конкурса вокалистов Concours international de chant de Toulouse в Тулузе (1984)
Лауреат международного конкурса вокалистов в Женеве (1985)
Лауреат международного конкурса вокалистов FRANCESC VIÑAS в Барселоне (1986)

## Дискография
1984 — В. Я. Шебалин «Укрощение строптивой» (дирижер Владимир Есипов)
1986 — Н. А. Римский-Корсаков «Моцарт и Сальери» (дирижер Марк Эрмлер)
1987 — С. В. Рахманинов «Алеко» (дирижер Дмитрий Китаенко)
1987 — Н. А. Римский-Корсаков «Снегурочка» (дирижер Александр Лазарев)
1989 — П. И. Чайковский «Евгений Онегин» (дирижер Владимир Федосеев)
1993 — М. П. Мусоргский «Борис Годунов» (дирижер Клаудио Аббадо)
1994 — А. Н. Скрябин «Симфония № 1» (дирижер Дмитрий Китаенко)
1997 — «The Tchaikovsky Experience» (дирижёр Не́эме Аугустович Я́рви)